# Esme (geslacht)
Esme is een geslacht van libellen (Odonata) uit de familie van de Protoneuridae.

## Soorten
Esme omvat 3 soorten:
- Esme cyaneovittata Fraser, 1922
- Esme longistyla Fraser, 1931
- Esme mudiensis Fraser, 1931